# Bukit Tiga
Bukit Tiga is een bestuurslaag in het regentschap Aceh Timur van de provincie Atjeh, Indonesië. Bukit Tiga telt 1194 inwoners (volkstelling 2010).